# Laura Brock
Laura Colleen Gloria Brock (Templestowe, Victoria, Australia; 28 de noviembre de 1989) es una futbolista australiana. Juega como defensora en el En Avant de Guingamp de la Division 1 Féminine de Francia.  Es internacional con la selección de Australia.

## Estadísticas

### Clubes
| Club                 | País           | Año             |
| -------------------- | -------------- | --------------- |
| Melbourne Victory    | Australia      | 2008 - 2010     |
| Brisbane Roar        | Australia      | 2010 - 2015     |
| Lincoln Ladies       | Inglaterra     | 2012            |
| Melbourne City       | Australia      | 2015 - 2017     |
| Orlando Pride        | Estados Unidos | 2016 - 2017     |
| Melbourne Victory    | Australia      | 2017 - 2020     |
| En Avant de Guingamp | Francia        | 2020 - presente |

## Palmarés

### Títulos nacionales
| Título   | Club           | País      | Año     |
| -------- | -------------- | --------- | ------- |
| W-League | Brisbane Roar  | Australia | 2010-11 |
| W-League | Melbourne City | Australia | 2015-16 |
| W-League | Melbourne City | Australia | 2016-17 |

### Títulos internacionales
| Título                                | Equipo    | Sede  | Año  |
| ------------------------------------- | --------- | ----- | ---- |
| Torneo Preolímpico Femenino de la AFC | Australia | Japón | 2016 |

(*) Incluyendo la Selección